# It Overtakes Me
«It Overtakes Me» ("It Overtakes Me / The Stars Are So Big... I Am So Small... Do I Stand a Chance?") es una canción de la banda de rock estadounidense The Flaming Lips y un EP homónimo de cuatro canciones, publicado el 13 de noviembre de 2006.
El EP contiene una versión más corta de la canción "At War with the Mystics". Además, "It Overtakes Me" aparecía en un comercial de cerveza Beck's en el Reino Unido a mediados de 2006.

## Lista de canciones
| N.º | Título | Duración |  |
| 1.  | «It Overtakes Me» (Radio edit)                                                                                 | 3:15     |  |
| 2.  | «I'm Afraid of Dying... Aren't You?» (Uses the main riff from the chorus of "It Overtakes Me" as a main theme) | 4:08     |  |
| 3.  | «Free Radicals» (The Bird and the Bee Mix)                                                                     | 5:13     |  |
| 4.  | «Time Travel?? Yes!!»                                                                                          | 3:12     |  |